# برودووو-ویته
برودووو-ویته (به لهستانی:  Brodowo-Wity) یک روستا در لهستان است که در گمینا ویننگتسا واقع شده‌است.